# Бравін Микола Захарович
Микола Захарович Бравін (нар. 13 травня 1881, Сімферополь, Таврійська губернія, Російська імперія — пом. січень 1921, Газні, Афганістан) — російський дипломат, перший радянський дипломатичний представник у Персії та Афганістані, втікач із СРСР.

## Біографія
Народився 1881 року в Сімферополі в сім'ї шліссельбурзького міщанина Захарія Терентійовича Бравіна та його дружини Марії Миколаївни. Закінчив факультет східних мов Санкт-Петербурзького університету з арабсько-персько-турецько-татарського розряду та Навчальне відділення східних мов при азіатському департаменті МЗС.
З 1905 року на дипломатичній службі в Персії. У 1907—1909 роках — виконував обов'язки віце-консула в Сістані. У 1909—1911 рр. служив у консульствах у Бомбеї та Калькутті, потім до 1913 року — в Аддис-Абебі. З 1914 року знов в Персії: обіймав посаду віце-консула в Казвіні, Сеїстані, Хої.
Будучи добре освіченим і старанним чиновником, Микола Бравін, однак, виявив себе вкрай конфліктною людиною, яка зіпсувала стосунки з усіма товаришами по службі і начальством, що терпіло його тільки через дефіцит кваліфікованих фахівців на східному напрямку.
Після Жовтневого перевороту Бравін переходить на службу радянської влади, отримує призначення дипломатичного представника Російської радянської республіки в Персії і в січні 1918 року прибуває до Тегерана . Тут Бравін активно налагоджує контакти з представниками різних верств суспільства, виступає на мітингах і зборах, роз'яснюючи міжнародну політику радянського уряду у зв'язку з розірванням англо-російської угоди 1907 року про розподіл сфер впливу в Персії. Однак шахський уряд під тиском англійської місії вів подвійну політику, одночасно підтримуючи відносини і з Бравіним, і з представником колишньої царської влади Миколою фон Еттером . Повноваження Бравіна так і не були визнані офіційно, і в червні його відкликали до Москви.
У березні 1919 року Бравін прибув до Ташкента як уповноваженого Народного комісаріату із закордонних справ Російської РФСР в Туркестанській республіці.
У лютому того ж року в сусідньому Афганістані до влади прийшов Аманулла-хан, який проголосив незалежність від Великої Британії . Це призвело до третьох англо-афганської війни, і афганський уряд виявився зацікавленим у налагодженні відносин із Радянською Росією. Радянський НКЗС, відрізаний від Афганістану фронтами Громадянської війни, доручив туркестанському уряду організувати самотужки місію до Кабулу. У квітні 1919 року керівником місії було призначено Миколу Бравіна.
29 квітня місія перетнула афганський кордон, проте була затримана прикордонною вартою і поміщена під арешт в очікуванні дозволу з Кабула. 8 травня, так і не дочекавшись санкції, місію було відправлено на радянську територію.
Друга спроба була здійснена в червні, коли Бравін отримав із Москви вірчу грамоту про призначення його «надзвичайним уповноваженим Радянського уряду» в Афганістані. Цього разу місія вирушила вгору Амудар'єю, але за 100 верст до Керкі пароплав був обстріляний туркменами, отримав пошкодження і був змушений повернутися.

Радянська місія перед від'їздом до Афганістану. Микола Бравін сидить, третій праворуч.

Місії вдалося досягти мети з третьої спроби на конях через Кушку та Герат . Радянська делегація прибула у Кабул 21 серпня 1919 року. На той час англо-афганська війна закінчилася, було підписано прелімінарний мирний договір, і пріоритети Кабула дещо змінилися: емір остерігався налагоджувати стосунки з більшовиками, ставлячи під загрозу мир із Британією. Особливо остерігалося афганське керівництво поширення радянської політичної пропаганди. Проте Бравіну вдалося домогтися відкриття представництва в Кабулі та кількох консульств.
Безперервні конфлікти Миколи Бравіна з іншими членами місії та недовіра нової влади до колишнього царського чиновника привели до рішення про відкликання Бравіна та заміну його Яковом Суріцем. Суріц, прибувши до Кабулу у грудні 1919 року, усунув Бравіна з посади і зажадав його повернення до Туркестану зі звітом. Проте Бравін подав у відставку і відмовився покинути Афганістан, ставши першим радянським дипломатом-неповерненцем. Протягом 1920 року Бравін залишався в Кабулі, читаючи лекції з юриспруденції та міжнародного права для співробітників афганського МЗС. У січні 1921 року Бравін спробував перебратися до Британської Індії, взявши з собою великий архів документів, що були в нього. Передача цієї інформації британцям була вкрай небажаною як для афганської, так і радянської сторони. Під час зупинки в Газні Бравін був убитий одним з афганських військових, які його супроводжували. У смерті Бравіна афганською владою звинуватили людину, яка не мала до справи жодного відношення.

## Нагороди
- Орден Лева та Сонця 3-го ступеня (Персія); [9]
- Орден Святого Станіслава 3-го ступеня;
- Орден Святої Анни 3-го ступеня;
- Орден Зірки Ефіопії ;
- Бухарська золота зірка [3].